# Exocentrus nakanei
Exocentrus nakanei är en skalbaggsart som beskrevs av Makihara 1986. Exocentrus nakanei ingår i släktet Exocentrus och familjen långhorningar. Inga underarter finns listade i Catalogue of Life.